# Liancalus adenensis
Liancalus adenensis är en tvåvingeart som beskrevs av Dyte 1967. Liancalus adenensis ingår i släktet Liancalus och familjen styltflugor.
Artens utbredningsområde är Sydjemen. Inga underarter finns listade i Catalogue of Life.